# Estrecho de Hudson
El estrecho de Hudson es un amplio estrecho marino localizado en la región ártica de Canadá, un brazo de mar que conecta el océano Atlántico con la bahía de Hudson. Se encuentra entre la península de Ungava (Labrador) y la Tierra de Baffin. El estrecho de Hudson es navegable solo a finales del verano y a principios del otoño, aunque con el uso de rompehielos es utilizado la mayor parte del año.
El estrecho de Hudson une los puertos marítimos del norte de Manitoba y Ontario con el océano Atlántico. El estrecho podría servir como entrada oriental al Paso del Noroeste si no fuera por el hielo en el Estrecho del Fury y del Hecla al sur de la parte occidental de la isla de Baffin.
La zona del Estrecho de Hudson posee una variedad de recursos minerales valiosos, como mineral de hierro, cobre, níquel, zinc y metales preciosos, sin embargo el desarrollo de estos recursos enfrenta numerosos desafíos. Las preocupaciones ambientales, las difíciles condiciones geográficas y los problemas logísticos son factores clave que limitan las operaciones mineras a gran escala en la región. A pesar de estos desafíos, el Estrecho de Hudson sigue siendo una zona de interés para futuras exploraciones minerales, ya que los avances tecnológicos e infraestructurales podrían hacer que la extracción sea más viable en el futuro.

## Geografía
El estrecho de Hudson conecta, al este, el estrecho de Davis (océano Atlántico) con dos grandes cuerpos de agua situados en su extremo occidental: al suroeste, con la gran bahía de Hudson; y, al noroeste, con la Cuenca Foxe a través del canal Foxe. Separa la península de Foxe, en la costa meridional de la isla de Baffin, de la continental península de Ungava, en la costa septentrional de la provincia de Quebec. En su entrada oriental se encuentran el cabo Chidley y la isla Resolución (1015 km²) y en la occidental, tres grandes islas, isla Nottingham (1372 km²), isla Salisbury (804 km²) e isla Mill (181 km²). Hay más islas grandes en el estrecho: isla Charles (235 km²), próxima a la costa meridional, isla Big (756 km²), cercana a la ribera septentrional e isla Akpatok, en la parte sureste, en el centro de la boca de la gran bahía de Ungava.

## Historia
Fue parcialmente explorado en 1578 por el navegante inglés Sir Martin Frobisher. Fue atravesado totalmente por vez primera en 1610, por el también explorador inglés Henry Hudson, a bordo del buque británico Discovery. 
A Hudson le siguió Thomas Button en 1612, y en 1616 hubo una expedición cartográfica más detallada dirigida por Robert Bylot y William Baffin.
Fue durante mucho tiempo tomado por el anhelado Paso del Noroeste y después se convirtió en una ruta principal para los barcos de la Compañía de la Bahía de Hudson.

## Delimitación de la IHO
La máxima autoridad internacional en materia de delimitación de mares, la Organización Hidrográfica Internacional («International Hydrographic Organization, IHO), considera el estrecho de Hudson un mar. En su publicación de referencia mundial, «Limits of oceans and seas» (Límites de océanos y mares, 3ª edición de 1953), le asigna el número de identificación 16A (una variante de la bahía de Hudson, n.º 16) y lo define de la forma siguiente:

En el Oeste. Una línea desde punta Nuvuk a punta Leyson, desde allí por la costa oriental de la isla de Southampton hasta punta Seahorse, su extremo oriental, y desde allí una línea hasta punta Lloyd (64°25'N, 78°07'W), isla de Baffin.
En el Norte. La costa sur de la isla de Baffin, entre punta Lloyd y East Bluff.
En el Este. Una línea desde East Bluff, el extremo sudeste de la isla de Baffin (61°53'N, 65°57'W), hasta punta Meridian, el extremo occidental de las islas Lower Savage, a lo largo de la costa hasta su extremo suroeste y desde allí una línea a través del extremo occidental de la isla de la Resolución, a través de la costa suroeste hasta Hatton Headland, su punta meridional, y desde allí una línea recta hasta el cabo Chidley, Labrador (60º24'N, 64º26'W).
En el Sur. La parte continental entre cabo Chidley y punta Nuvuk.
Limits of oceans and seas, pág. 11.

## Recursos minerales

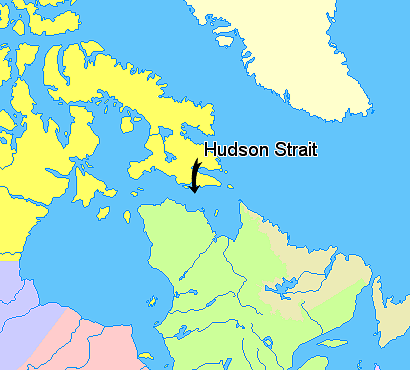
Mapa con la posición del Estrecho de Hudson.

El Estrecho de Hudson, ubicado entre la Península de Labrador en Quebec y la Isla de Baffin, es parte de una región ártica más amplia que tiene un potencial significativo en cuanto a recursos minerales. La zona, caracterizada por un clima remoto y severo y un terreno desafiante, ha atraído algo de atención debido a sus depósitos minerales, aunque la exploración y extracción siguen siendo limitadas. Los recursos minerales en la zona del Estrecho de Hudson abarcan una variedad de metales y minerales que tienen un gran potencial económico, pero su desarrollo se ve obstaculizado por preocupaciones ambientales, desafíos logísticos y la accesibilidad de la región.
Uno de los recursos minerales más significativos en la zona del Estrecho de Hudson es el mineral de hierro. Las regiones circundantes, especialmente las áreas del norte de Quebec y Labrador, contienen grandes depósitos de hierro, que son cruciales para la industria del acero. La minería de mineral de hierro ha sido una parte clave de la economía en esta área durante décadas, con importantes operaciones mineras ubicadas más al sur a lo largo de la costa de Estrecho de Belle Isle. Estos depósitos se consideran algunos de los de mayor calidad en el mundo, y aunque la actividad minera se concentra en áreas cercanas al estrecho, la región más amplia del Estrecho de Hudson podría albergar más reservas inexploradas.
Además, se cree que la zona del Estrecho de Hudson contiene depósitos de otros metales básicos como cobre, níquel y zinc. Estos metales son valiosos en diversas industrias, como la electrónica, la construcción y la fabricación. Aunque la minería de cobre y níquel está relativamente establecida en algunas partes del norte de Quebec y Labrador, las actividades de exploración en el propio Estrecho de Hudson han sido limitadas debido a la lejanía de la región y las restricciones medioambientales.
También se han reportado metales preciosos, como el oro y la plata, en la región, aunque la extensión completa de estos depósitos aún no se comprende completamente. La actividad minera en las inmediaciones del Estrecho de Hudson es limitada para estos metales, pero la exploración histórica ha sugerido su presencia en las áreas circundantes. La viabilidad comercial de la extracción de oro y plata en la región sigue siendo incierta, especialmente dada la dificultad de la minería en el Ártico, que incluye el permafrost, el frío extremo y los problemas logísticos.
Por otra parte, el potencial para la exploración de petróleo y gas natural en la zona del Estrecho de Hudson es significativo. Se cree que existen reservas de hidrocarburos en las aguas de la región, con algunas estimaciones que sugieren que los alrededores del estrecho pueden contener grandes depósitos aún sin explotar. Sin embargo, la exploración en estas áreas aún se encuentra en las primeras etapas, y las actividades de perforación a menudo se retrasan debido a las preocupaciones medioambientales, especialmente en lo que respecta al frágil ecosistema ártico y los riesgos de derrames de petróleo en una zona tan remota y ecológicamente sensible.

## Importancia
El Estrecho de Hudson no solo es una ruta marítima vital que conecta el Océano Atlántico con el Ártico, sino también una región de importancia ecológica, actividad económica y patrimonio cultural. Su importancia se extiende más allá de sus límites geográficos inmediatos, influyendo en la investigación ambiental, el comercio internacional y la sostenibilidad de las comunidades del norte:

### Importancia geográfica
- Puerta de entrada al Océano Ártico: El Estrecho de Hudson sirve como una ruta marítima crítica que conecta el Océano Atlántico con las regiones árticas de Canadá. Proporciona acceso para los barcos que viajan hacia y desde el Archipiélago Ártico Canadiense, incluyendo la Isla Baffin y regiones más al norte.
- Ubicación estratégica: Su ubicación entre la Isla Baffin y el extremo norte de Quebec lo convierte en un paso estratégicamente importante para la navegación, el comercio y la exploración en el Ártico.

### Importancia económica
- Ruta de navegación: El Estrecho de Hudson facilita el transporte marítimo internacional, especialmente durante la temporada libre de hielo. Permite el transporte de bienes, recursos y suministros a las comunidades del norte, operaciones mineras y estaciones de investigación en el Ártico.[11]
- Recursos naturales: Las áreas circundantes son ricas en recursos naturales como minerales, pesquerías y posibles reservas de petróleo y gas, lo que subraya aún más la importancia económica del Estrecho de Hudson para la extracción de recursos y el transporte.

### Importancia medioambiental
- Ecosistema marino: El Estrecho de Hudson sostiene diversos ecosistemas marinos, incluidos hábitats importantes para mamíferos marinos como ballenas y focas, así como numerosas especies de peces. Juega un papel en las rutas migratorias de estos animales.[11]
- Cambio climático: Como puerta de entrada al Ártico, el Estrecho de Hudson se ve afectado por el cambio climático, con temperaturas cálidas que impactan los patrones de hielo marino, los hábitats de vida silvestre y las corrientes oceánicas. Estudiar estos cambios es crucial para comprender los impactos climáticos más amplios.

### Contexto cultural e histórico
- Comunidades indígenas: La región que rodea el Estrecho de Hudson ha sido tradicionalmente habitada por inuit y otros pueblos indígenas, cuyas culturas y medios de vida están estrechamente ligados a sus aguas y recursos.
- Exploración y asentamiento: Históricamente, el Estrecho de Hudson jugó un papel significativo en la exploración europea y el comercio de pieles en América del Norte, contribuyendo a su importancia histórica y cultural.